# Jean Trémoulet
Jean Trémoulet (ur. 12 kwietnia 1909 roku, zm. 6 lutego 1944 roku) – francuski kierowca wyścigowy.

## Życiorys
W swojej karierze wyścigowej Trémoulet poświęcił się startom w wyścigach samochodów sportowych. W latach 1937-1939 Francuz pojawiał się w stawce 24-godzinnego wyścigu Le Mans. W pierwszym sezonie startów nie dojechał do mety w klasie 5. Został sklasyfikowany na dwunastym miejscu. Rok później odniósł zwycięstwo w klasie 5, co był równoznaczne ze zwycięstwem w całym wyścigu.